# Ōtani Hongan-ji Hakodate Betsu-in
Ōtani Hongan-ji Hakodate Betsu-in (大谷派本願寺函館別院) est un temple bouddhiste mineur associé au Higashi Hongan-ji de Hakodate, Hokkaidō au Japon. Reconstruit après un incendie en 1907, c'est le premier temple au Japon construit en béton armé. Le hon-dō (1915), le shōrō (1912-1925) et le shōmon (1912-1925) ont tous été désignés bien culturel important du Japon,,.